# Wānkāner
Wānkāner är en ort i Indien.   Den ligger i distriktet Rājkot och delstaten Gujarat, i den västra delen av landet, 900 km sydväst om huvudstaden New Delhi. Wānkāner ligger 85 meter över havet och antalet invånare är 47 814.
Terrängen runt Wānkāner är platt. Runt Wānkāner är det ganska tätbefolkat, med 160 invånare per kvadratkilometer. Trakten runt Wānkāner består till största delen av jordbruksmark.